# Хуан-Фернандес
Хуа́н-Ферна́ндес (исп. Archipiélago Juan Fernández) — группа островов в составе Чили, расположенная в юго-восточной части Тихого океана примерно в 670 км к западу от побережья Америки на широте Сантьяго.

## География
Архипелаг состоит из трёх островов:
| № | Остров (русск.)    | Остров (исп.)            | Адм. центр        | Площадь, км² | Население, чел. (2002) | Координаты                      |
| 1 | Робинзон-Крузо     | Robinson Crusoe Island   | Сан-Хуан-Баутиста | 47,9         | 860                    | 33°46′00″ ю. ш. 80°47′00″ з. д. |
| 2 | Санта-Клара        | Santa Clara Island       |                   | 2,2          | 0                      | 33°42′07″ ю. ш. 79°00′05″ з. д. |
| 3 | Александр-Селькирк | Alejandro Selkirk Island |                   | 49,5         | 66                     | 33°46′00″ ю. ш. 80°47′00″ з. д. |
|   | Всего              | Total                    | Сан-Хуан-Баутиста | 99,6         | 926                    |                                 |

В административном отношении острова являются частью чилийской провинции Вальпараисо в области Вальпараисо.

## Природа

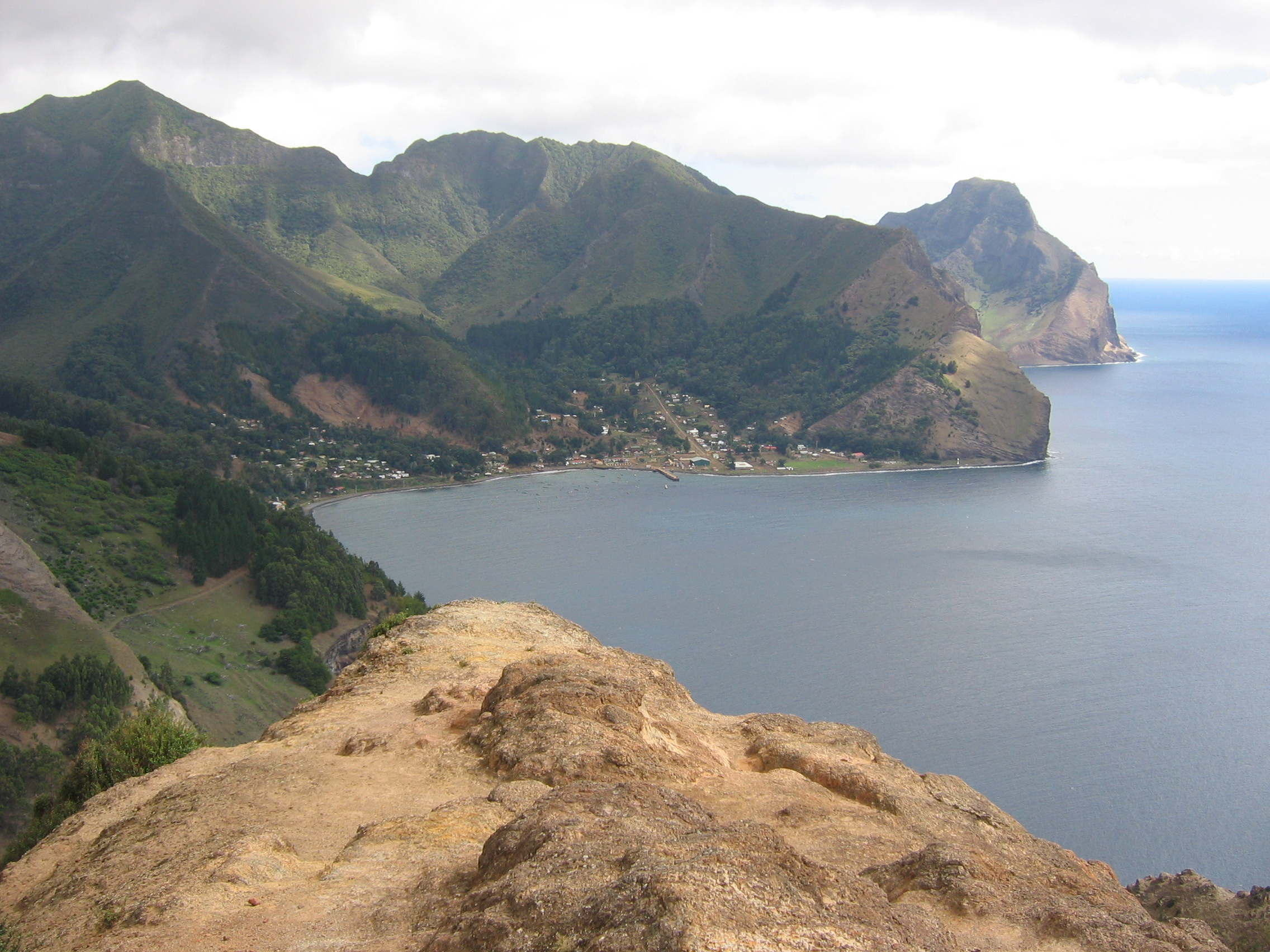
Вид на бухту на острове Робинзон-Крузо

В 1935 году архипелаг был объявлен заповедником, общая площадь которого составляет 99,6 км². Острова очень гористые, высшей точкой острова Робинзон-Крузо является пик Эль-Хунке, достигающий 915 м. Высшей точкой архипелага является гора Лос Инносентес (Гора Невинных), высотой, по разным оценкам, от 1319 до 1650 м над уровнем моря, расположенная на острове Александр-Селькирк. Существует острый контраст между пустынной береговой линией и зелёными горными склонами, покрытыми труднопроходимыми зарослями из деревьев, папоротников и кустарников. На островах встречаются более чем 100 эндемических видов растений, помимо этого то и дело встречаются виды, считавшиеся вымершими в других частях планеты. Огромные папоротники высотой в дерево растут на горных склонах. На островах встречается и особый подвид коз, так называемые козы Хуана Фернандеса. Они произошли от обычных домашних коз, которых при открытии острова оставили на нём как резерв провианта и которые со временем образовали отдельный мелкий подвид бурого цвета. Сегодня архипелаг Хуан-Фернандес в качестве биосферного заповедника состоит под охраной ЮНЕСКО. Климат — субтропический океанический.

## История

Герб островов Хуан-Фернандес

Острова были впервые открыты 22 ноября 1574 года испанским мореплавателем Хуаном Фернандесом. Первый остров, нынешний остров Робинзон-Крузо, он назвал Más a Tierra, что в переводе означает «ближайший к материку». Вторым он обнаружил Más Afuera («дальнейший от материка»), сегодняшний остров Александр-Селькирк.
Первая попытка заселить острова 600 индейцами, которым были даны козы и куры, провалилась, и архипелаг вплоть до 1750 года оставался необитаемым, если не считать непродолжительных исключений. Так, например, в 1580 году английский пират Джон Уотлинг использовал его как временный опорный пункт для нападения на чилийский город Арика. С 1704 по 1709 годы на острове Más a Tierra в полном одиночестве жил шотландский моряк Александр Селькирк, после того как рассорился с капитаном своего судна и изъявил желание высадиться на берег. Писатель Даниэль Дефо использовал эту историю как основу для своего романа «Робинзон Крузо». В связи с этим в 1970 году остров был переименован в остров Робинзон-Крузо.
В начале XIX века архипелаг стал служить местом ссылки для патриотически настроенных борцов за независимость Чили от Испании. Многие годы они жили в пещерах, в том числе и будущие президенты Мануэль Бланко Энкалада и Агустин Эйсагирре. С 1818 года острова Хуан-Фернандес принадлежат Чили. В 1823 году их посетил английский лорд Томас Кокрэйн, служивший адмиралом чилийского флота.
В 1877 году Чили начало заселять архипелаг. В частности, на островах поселился австро-венгерский барон Альфред фон Родт, спонсировавший их освоение и заселение. Во время Первой мировой войны, 14 марта 1915 года на острове Más a Tierra причалил немецкий крейсер «Дрезден», преследуемый тремя английскими крейсерами, и сдался чилийским властям. Тем не менее, англичане открыли по нему огонь, в результате чего на корабле начался пожар. В конце концов капитан крейсера приказал его взорвать, эвакуировав всю команду. В наше время на этом месте стоит памятник.
В 1998 году на остров прилетел американский бизнесмен Бернард Кейсер, желавший найти самый крупный клад всех времён. Имея в распоряжении древние морские карты и бюджет из нескольких миллионов долларов, он прорыл немало туннелей в красной земле, однако всё было безуспешно. Кейсер был ведом слухами о том, что высадившиеся на остров немцы везли с собой богатства немцев, которые во время Первой мировой войны жили в Мексике.

## Население
По состоянию на 2017 год на архипелаге живут 926 человек (499 мужчин и 427 женщин) — потомки испанцев, британцев, немцев — главным источником доходов которых является туризм и ловля омаров.